# Alejandro Benítez Palomero
Alejandro Benítez Palomero (Mijas, Málaga, 15 de mayo de 2000) más conocido como Ale Benítez es un futbolista español que juega en la demarcación de lateral derecho para el Málaga CF de la Segunda División de España.

## Trayectoria
Nacido en La Cala de Mijas, provincia de Málaga, llegó a la cantera malacitana en 2010 a la edad de 10 años. Desde entonces, el defensor iría quemando etapas durante todas las categorías inferiores del Málaga CF hasta formar parte del Juvenil División de Honor, donde logró el campeonato liguero en la campaña 2017-18. 
Durante la temporada 2018-19 formaría parte del Atlético Malagueño e hizo su debut absoluto con el filial el 26 de agosto de 2018, en una derrota por cero goles a uno en la Segunda División B frente al San Fernando CD.
En la temporada 2019-20 también formaría parte del Atlético Malagueño en la Tercera División, tras haber descendido la temporada anterior.
Tras realizar la pretemporada en verano de 2020 con el primer equipo, el 13 de septiembre de 2020 el lateral derecho debutaría con el primer equipo del Málaga CF en la Segunda División de España, en un encuentro que acabaría por dos goles a cero frente al CD Tenerife.
El 22 de octubre de 2020, jugaría su primer encuentro de titular en la Segunda División frente al Sporting de Gijón, donde disputaría los 90 minutos en la victoria por un gol a cero frente al equipo asturiano.

## Clubes
| Club               | País   | Año               | Partidos | Goles |
| ------------------ | ------ | ----------------- | -------- | ----- |
| Atlético Malagueño | España | 2019- Actualidad  | 16       | 1     |
| Málaga CF          | España | 2020 - Actualidad | 10       | 0     |